# Iniciális és terminális objektumok
A kategóriaelméletben az iniciális és terminális objektumok egymás duális fogalmai.

## Definíciók
Egy C kategóriában egy I objektum iniciális, ha C bármely X objektumából létezik pontosan egy I → X morfizmus.
Duálisan, egy T objektum terminális, ha bármely X objektumra létezik pontosan egy X → T morfizmus.
Ha egy objektum egyszerre iniciális és terminális, akkor zéró objektumnak mondjuk. Pontozott kategória alatt egy zéró objektummal ellátott kategóriát értünk.

## Tulajdonságok
Egy tetszőleges kategóriában nem feltétlenül léteznek iniciális és terminális objektumok. Viszont ha léteznek, akkor lényegében egyértelműek. Pontosabban, ha I1 és I2 két iniciális objektum, akkor létezik egy egyértelmű izomorfizmus. Megfordítva, ha I iniciális objektum, akkor minden I-vel izomorf objektum is iniciális. Ugyanez igaz a terminális objektumokra is.
Egy C kategória terminális objektumai definiálhatók az üres 0 → C diagram limeszeként is. A terminális objektum tekinthető üres produktumnak is. (Valóban, az üres kategória diszkrét, azaz a morfizmusai pontosan az identitások, és a produktum egy diszkrét kategória felett vett limesz.) Duálisan, az iniciális objektum 0 → C kolimesze, és tekinthető az üres koproduktumnak.
A fentiekből következik, hogy egy olyan funktor, ami limeszeket limeszekbe visz, a terminális objektumot terminális objektumba viszi; duálisan, egy kolimeszeket megőrző funktor az iniciális objektumot iniciális objektumba viszi.

## Példák
- A halmazok kategóriájában az üres halmaz iniciális, és bármely egyelemű halmaz terminális.
- A csoportok kategóriájában a triviális csoport zéró objektum.
- A kategóriák kategóriájában az üres kategória (azaz amiben sem objektumok, sem morfizmusok nincsenek) iniciális.

## Kapcsolódó fogalmak
- Zéró morfizmus

## Fordítás
- Ez a szócikk részben vagy egészben  az   Initial and terminal objects című angol Wikipédia-szócikk ezen változatának fordításán alapul.  Az eredeti cikk szerkesztőit annak laptörténete sorolja fel. Ez a jelzés csupán a megfogalmazás eredetét és a szerzői jogokat jelzi, nem szolgál a cikkben szereplő információk forrásmegjelöléseként.